# 保阪正康
保阪 正康（ほさか まさやす、1939年（昭和14年）12月14日 - ）は、日本の作家・評論家。
北海道札幌市生まれ、二海郡八雲町育ち（なお、自著のプロフィールでは「北海道生まれ」のみと表記し、出身市町村については明記していない）。

## 経歴
北海道札幌市で教員の父親のもとに生まれる。父親は群馬県、母親は江別市出身。父親の勤務の関係で、生後間もなく江別市に移り、3歳で福島県二本松市、5歳で北海道二海郡八雲町に移る。そのまま八雲町で終戦を迎え、小学校6年まで同町で育った後、根室市を経て札幌市白石町（現・札幌市白石区）に移った。札幌市立柏中学校、北海道札幌東高等学校を卒業。阿部典英は中学高校の同級生、西部邁は中学校の1年先輩に当たる。同志社大学文学部社会学科卒業。在学中は演劇研究会で特攻隊員を描いた創作劇を執筆。
卒業後、電通PRセンターへ入社。その後、物書きを志して転職した朝日ソノラマで編集者生活を送る。1970年に三島由紀夫事件をきっかけに死のう団事件を2年間取材。途中で5年勤務した朝日ソノラマを退社してフリーに転じ、1972年にデビュー作として『死なう団事件』で作家として出版する。2004年、個人誌『昭和史講座』の刊行で第52回菊池寛賞受賞。2017年、『ナショナリズムの昭和』で第30回和辻哲郎文化賞受賞。2018年、第72回北海道新聞文化賞受賞。

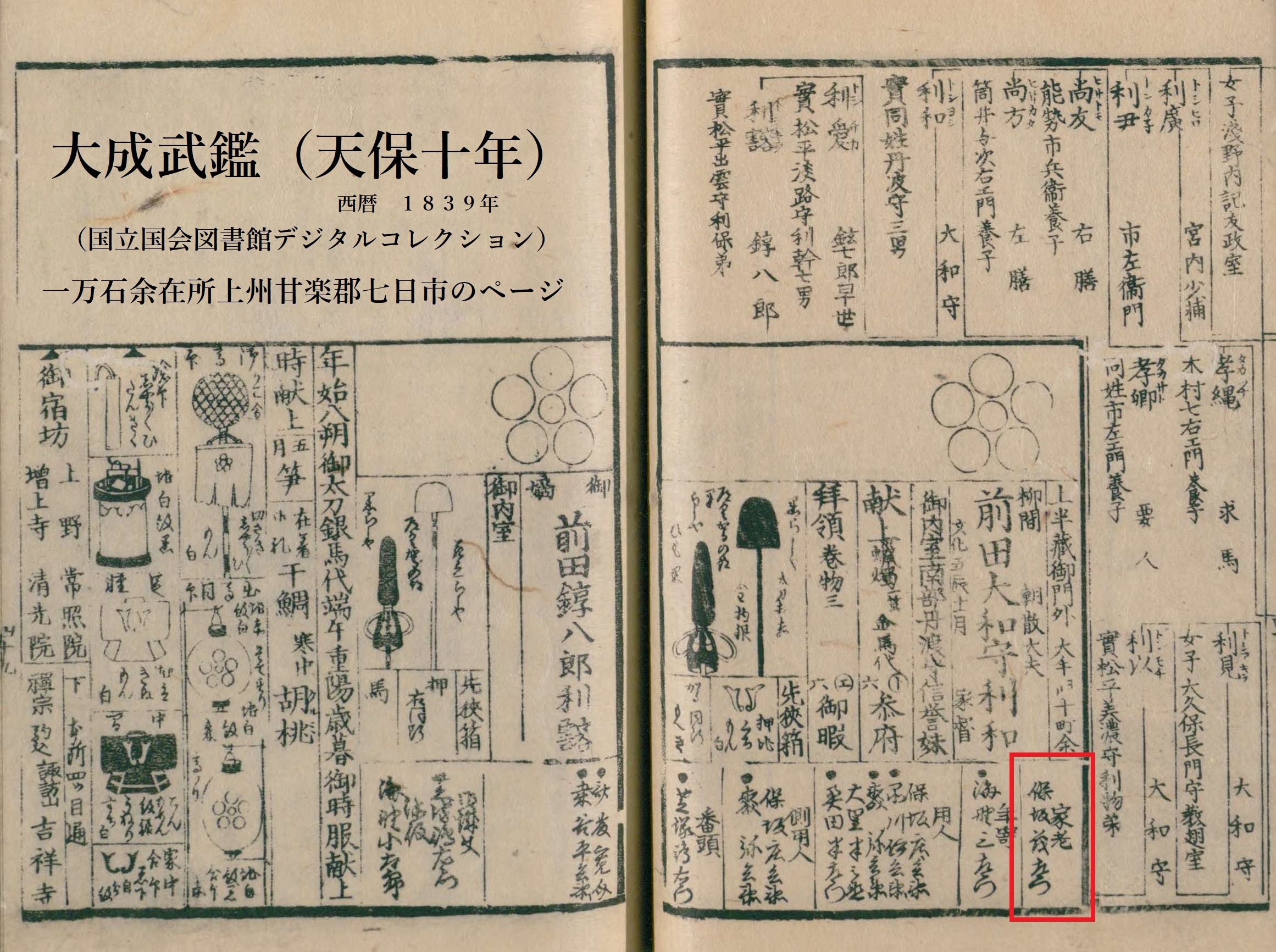
天保10年（1839年）の大成武鑑（国立国会図書館デジタルコレクション参照）

『昭和史 忘れ得ぬ証言者たち』（講談社文庫、2004年）p.269によると、「父が七十五歳で肺がんとわかり、余命宣告を受けたとき、私は不意に父についてすべてが知りたくなった。父が重い口を開いて明かしたのは、父の家は七日市藩の家老の出であり、この七日市藩というわずか一万石の小藩の家老の波乱に富んだ歩みだった」とあり、江戸時代に出版された武鑑（国立国会図書館デジタルコレクション）でも確認することができる。

## 人物
札幌の高校生時代、北海道大学のシナリオ研究会に入会し、先輩に唐牛健太郎がいた。京都の私大に通っていた時は60年安保に反対する学生運動に参加する左翼系の学生であり、1960年6月の運動最盛期にはそれまでの地元の商店主やタクシー運転手から『迷惑だ』との怒声がなかったこと、反対デモ参加者の多くは安保条約改定の中身を知らなかったことを明かしている。

## 評価
小林よしのりは「戦争の原因を自国の中でのみ探り、外国の視点がまったく抜け落ちているため、狭い蛸壺に入ってしまったような歴史観になっている」として、保阪の歴史観を「蛸壺史観」と評している。

## 著書

### 1980年代までの単著
- 死なう団事件 軍国主義化の狂信と弾圧 れんが書房 1972 、のち「追いつめられた信徒」講談社文庫、角川文庫（原題）
- 五・一五事件　橘孝三郎と愛郷塾の軌跡（草思社）1974、のち同（中公文庫）-2009
- 彼にとっての彼女 《愛される女性》のイメージを追って 有本邦夫 エレック社 1975
- ある数学狂の一世紀 まぼろしの定理に憑かれた男 講談社 1976
- 破綻 陸軍省軍務局と日米開戦 講談社 1978.6 、のち「陸軍省軍務局」朝日ソノラマ、「陸軍省軍務局と日米開戦」中公文庫
- 東条英機と天皇の時代　伝統と現代社 上下　1979-80 、のち文春文庫 上下、ちくま文庫-2005
- 日本専売公社 世界最大のたばこ会社 朝日ソノラマ　1980.9
- 檄文昭和史 立風書房 1980.8／「昭和史の謎」朝日文庫　2003
- ホテルニューオータニ ニューホテル・エイジを拓く 朝日ソノラマ 1980.11
- 憂国の論理－三島由紀夫と楯の会事件 講談社 1980.11、のち角川文庫、ちくま文庫
- 日本交通公社 世界最大の旅行業会社 朝日ソノラマ 1981.7
- 隆彦なんで死んだんや 校内暴力が息子を殺した 朝日ソノラマ 1981.5
- 大学医学部 80大学医学部・医科大学の実態 現代評論社 1981.4、のち講談社文庫
- 昭和史こぼれ話 激動と波乱の時代の真相を抉る! エピソードで綴る!　日本文芸社 1982.7
- 続大学医学部 医師の誕生・国家試験の実態報告 現代評論社 1982.5、のち「新・大学医学部」講談社文庫
- 『原子爆弾完成を急げ―衝撃の戦時秘話』朝日ソノラマ-1983
- 『医界、腐蝕の構図』 現代評論社 1984.6、 のち『医学・医療界の内幕』朝日文庫
- 『100メートルに命を賭けた男たち』（朝日新聞社）1984
- 『病院倒産 不安渦巻く医業界の今後を探る衝撃ルポ』 朝日ソノラマ 1985 、のち『病院経営の内幕』朝日文庫
- 『敗戦前後・40年目の検証』 朝日新聞社 1985.8、のち増補版『敗戦前後の日本人』朝日文庫
- 『続・病院倒産―狙われる国・公立病院』　朝日ソノラマ　1986
- 『昭和史を騒がせた人びと』 グラフ社　1986
- 『父の履歴書』（立風書房）-1986
- 『六〇年安保闘争』（講談社現代新書）-1986、（中公文庫）-2007
- 『歪んだ回想録』（朝日ソノラマ）-1987、（小学館文庫）-2004
- 『瀬島龍三―参謀の昭和史』（文藝春秋）-1987、（文春文庫）-1991
- 『昭和史を読む50のポイント』 （PHP研究所） -1988.2 、改題『昭和史がわかる55のポイント』PHP文庫-2001
- 『自伝の書き方』（新潮選書）-1988、改題『自伝の人間学』（新潮文庫）-2007
- 『秩父宮と昭和天皇』（文藝春秋）-1989、『秩父宮　昭和天皇弟宮の生涯』（中公文庫）-2000
- 『日本の医療 バラ色の高齢化社会は崩壊するか』 （朝日ソノラマ）-1989.10　のち（講談社文庫）

### 1990年代の単著
- 『検証・平成維新―さまよえる日本が見える』（朝日ソノラマ）-1990.5
  - 改訂改題『1989年の因果　昭和から平成へ時代はどう変わったか』（中公文庫）-2011.8
- 『父が子に語る昭和史』 PHP研究所 1990.6、双葉社 ふたばらいふ新書-1998、PHP文庫-2004
- 『仁あり義あり、心は天下にあり―孫文の辛亥革命を助けた日本人』（朝日ソノラマ）-1992
  - 『孫文の辛亥革命を助けた日本人』（ちくま文庫）-2009
- 『十九人の自称天皇 昭和秘史の発掘』（悠思社）-1992
  - 『天皇が十九人いた―さまざまなる戦後』（角川文庫）-2001
- 『臓器移植と日本人』 朝日ソノラマ-1992
- 『安楽死と尊厳死―医療の中の生と死』（講談社現代新書）-1993
- 『後藤田正晴―異色官僚政治家の軌跡』 文藝春秋-1993、文春文庫-1998、中公文庫-2009
- 『天皇家とその時代』（朝日ソノラマ）-1993
- 『さまざまなる戦後』 文藝春秋-1995、のち「天皇が十九人いた　さまざまなる戦後」角川文庫-2001
- 『日本は戦争を知っていたか―太平洋戦争史発掘』（朝日ソノラマ）-1995、のち「太平洋戦争の失敗・10のポイント」PHP文庫
- 『戦後の肖像―その栄光と挫折』（TBSブリタニカ）-1995、同（中公文庫）-2005
- 『信仰の理由』（朝日新聞社）-1996
- 『忘却された視点』 中央公論社-1996、『昭和戦後史の死角』（朝日文庫）-2005
- 『陸軍良識派の研究―見落とされた昭和人物伝』（朝日ソノラマ）-1996、光人社NF文庫-2005、新版2013
- 『愛する家族を喪うとき』 講談社現代新書-1997[注 1]
  - 増補『愛する人を喪ったあなたへ』（朝日新聞出版）-2011.6
- 『大学医学部の危機』（講談社）-1997、講談社文庫-2002
- 『良識派の模索―前時代から何を語り継ぐべきか』（光人社）-1997、光人社NF文庫-2005
- 『幻の終戦 もしミッドウェー海戦で戦争をやめていたら』 （柏書房）-1997、中公文庫、2001
- 『人は痛みからどう解放されるか』（ベネッセコーポレーション）-1998
- 『晩年の研究』（講談社）-1998、（講談社文庫）-2004
- 『蔣介石』（文春新書）-1999
- 『オモテの言論ウラの言論』（秀明出版会）-1999
- 『昭和陸軍の研究』（上下）、（朝日新聞社）-1999、（朝日文庫）-2006、（朝日選書）-2018
- 『「きけわだつみのこえ」の戦後史』（文藝春秋）-1999、（文春文庫）-2002、（朝日文庫）-2020

### 2000年代の単著
- 『昭和史 七つの謎』（講談社）-2000、（講談社文庫）-2003
- 『一語一会―出会いで綴る昭和史』（清流出版）-2000
  - 改題『昭和史 忘れ得ぬ証言者たち』（講談社文庫）-2004
- 『吉田茂という逆説』（中央公論新社）-2000、（中公文庫）-2003
- 『反逆者たち―時代を変えた10人の日本人』（TBSブリタニカ）-2000
  - 改題『時代に挑んだ反逆者たち』PHP文庫）-2003、「時代の反逆者たち」ちくま文庫 2022
- 『大いなる説得―われらの子と孫への提言』（日刊工業新聞社）-2000
- 『医学部残酷物語―もう医者にはなりたくない』（中公新書ラクレ）-2001
- 『医療崩壊―私たちの命は大丈夫か』（講談社）-2001
- 『実学と虚学―“学び”は人をどう変えるか』（プレジデント社）-2001、（PHP文庫）-2005
- 『政治家と回想録 読み直し語りつぐ戦後史』（原書房）-2002、（講談社文庫）-2006
- 『皇后四代―明治から平成まで』（中公新書ラクレ）-2002
- 『戦争観なき平和論』（中央公論新社）-2003、『昭和の戦争を読み解く』（中公文庫）-2006
- 『昭和の空白を読み解く 昭和史の謎が明らかに』（清流出版）-2003
  - 改題『昭和の空白を読み解く 昭和史 忘れ得ぬ証言者たち Part2』（講談社文庫）-2006
- 『日本解体―「真相箱」に見るアメリカGHQの洗脳工作』扶桑社-2003、同文庫-2004
- 『歴史を動かした昭和史の真相200』（日文新書）-2003
  - 改題『これだけは知っておきたい昭和史の基礎の基礎』（だいわ文庫）2007
- 『昭和史再掘 〈昭和人〉の系譜を探る15の鍵』（中公文庫）-2004
- 『昭和史七つの謎　Part2』（講談社）-2004、（講談社文庫）-2005
- 『大本営発表は生きている』（光文社新書）-2004
  - 増補改題『大本営発表という権力』（講談社文庫）-2008
- 『真説 光クラブ事件　東大生はなぜヤミ金融屋になったのか』（角川書店）-2004
- 『戦後政治家暴言録』（中公新書ラクレ）-2005
- 『「特攻」と日本人』（講談社現代新書）-2005
- 『あの戦争は何だったのか─大人のための歴史教科書』（新潮新書）-2005
- 『昭和天皇』（中央公論新社）-2005、中公文庫（上下）-2008、朝日選書（上下）-2019
- 『「昭和」とは何だったのか』（五月書房）-2005、講談社文庫　-2007
- 『あの戦争から何を学ぶのか』（講談社文庫）-2005
- 『松本清張と昭和史』（平凡社新書）-2006
  - 『松本清張の昭和史』中央公論新社 2024（第2部を増補）
- 『<敗戦>と日本人』（ちくま文庫 書下ろし）-2006
- 『物語大学医学部』（中公新書ラクレ）-2006
- 『検証・昭和史の焦点』（文藝春秋）-2006、文春文庫-2008
- 『昭和史の教訓』（朝日新書）2007
- 『昭和史入門』（文春新書）2007
- 『昭和史の大河を往く』（毎日新聞社）
  - 第1集『「靖国」という悩み』2007年。中公文庫 2013年
  - 第2集『開戦、東條英機が泣いた』2007年。中公文庫 2013年
  - 第3集『昭和天皇、敗戦からの戦い』2007年。中公文庫 2013年
  - 第4集『東京が震えた日　二・二六事件、東京大空襲』2008年。「帝都・東京が震えた日」中公文庫 2014年
  - 第5集『最強師団の宿命』2008年
  - 第6集『華族たちの昭和史』2008年
  - 第7集『本土決戦幻想　オリンピック作戦編』2009年
  - 第8集『本土決戦幻想コロネット作戦編』2009年
  - 第9集『妻と家族のみが知る宰相』2010年
  - 第10集『そして官僚は生き残った　内務省、陸軍省、海軍省解体』2011年
  - 第11集『作家たちの戦争』2011年
  - 第12集『仮説の昭和史 （上・下）』2012年
- 『図解昭和史・これだけは知っておきたい重要ポイント』（PHP研究所）2008年
- 『若い人に語る戦争と日本人』（ちくまプリマー新書）2008年
- 『東京裁判の教訓』（朝日新書）2008年
- 『日本の戦争常識のウソ』（アスコム）2008年
- 『崩御と即位 宮中で何が起こっていたのか』（新潮社）2009年、（新潮文庫）2012年
- 『明仁天皇と裕仁天皇』（講談社）2009年
  - 改題 『天皇　「君主」の父、「民主」の子』（講談社文庫）2014年
- 『占領下日本の教訓』（朝日新書）2009年
- 『官僚亡国 軍部と霞が関エリート、失敗の本質』（朝日新聞出版）2009年
- 『太平洋戦争、七つの謎　官僚と軍隊と日本人』（角川oneテーマ新書）2009年

### 2010年代の単著
- 『昭和史の深層 15の争点から読み解く』（平凡社新書）2010年
- 『なぜ日本は〈嫌われ国家〉なのか　世界が見た太平洋戦争』（角川oneテーマ新書）2010年
- 『田中角栄の昭和』（朝日新書）2010年
- 『日本を変えた昭和史七大事件』（角川oneテーマ新書）2011年
- 『歴史でたどる領土問題の真実』（朝日新書）2011年
- 『農村青年社事件　昭和アナキストの見た幻』（筑摩選書）2011年
- 『数学に魅せられた明治人の生涯』（ちくま文庫）2012年
- 『日本の原爆　その開発と挫折の道程』（新潮社）2012年
- 『昭和史、二つの日　語り継ぐ十二月八日と八月十五日』（山川出版社）2012年
- 『八重と新島襄』（毎日新聞社）2012年
- 『風来記　わが昭和史1　青春の巻』（平凡社）2013年
- 『昭和の戦争と独立　二十一世紀の視点で振り返る』（山川出版社）2013年
- 『高度成長―昭和が燃えたもう一つの戦争』（朝日新書）2013年
- 『山本五十六の戦争』（毎日新聞出版）2018年、毎日文庫 2025年1月
- 『昭和の怪物 七つの謎』（講談社現代新書）2018年
- 『平成史』（平凡社新書）2019年
- 『続 昭和の怪物 七つの謎』（講談社現代新書）2019年
- 『昭和史の急所　戦争・天皇・日本人』（朝日新書）2019年
- 『令和を生きるための昭和史入門』（文春新書）2019年（2007年刊『昭和史入門』の増補版）

### 2020年代の単著
- 『昭和史七つの謎と七大事件 戦争、軍隊、官僚、そして日本人』角川新書 2020年7月
- 『石橋湛山の65日』東洋経済新報社 2021年4月
- 『昭和史の本棚』幻戯書房 2021年4月
- 『「檄文」の日本近現代史　二・二六から天皇退位のおことばまで』朝日新書 2021年10月
- 『「裏切りの近現代史」で読み解く 歴史が暗転するとき』日刊現代 2022年8月
- 『世代の昭和史 「戦争要員世代」と「少国民世代」からの告発』毎日新聞出版 2022年10月
- 『昭和史の核心』PHP新書 2022年12月
- 『Ｎの廻廊 ある友をめぐるきれぎれの回想』講談社 2023年2月
- 『歴史の定説を破る あの戦争は「勝ち」だった』朝日新書 2023年4月
- 『戦争の近現代史　日本人は戦いをやめられるのか』幻冬舎新書 2023年7月
- 『テロルの昭和史』講談社現代新書 2023年8月
- 『近代日本の地下水脈1：哲学なき軍事国家の悲劇』文春新書 2024年1月
- 『戦争という魔性　歴史が暗転するとき』日刊現代 2024年9月
- 『戦時下の政治家は国民に何を語ったか』NHK出版新書 2024年11月
- 『平成の天皇皇后両陛下 大いに語る』文藝春秋 2024年11月

### 共著
- 『対論 日本人と中国人―真の友人になることができるのか!?』 陳沢禎、光人社-1995年
- 『昭和史の論点』 文春新書-2000年
- 『対論 昭和天皇』 原武史と対話、文春新書-2004年
- 『メディアの迷走 朝日・NHK論争事件』 中公新書ラクレ-2005年
- 『昭和―戦争と天皇と三島由紀夫』 朝日新聞社-2005年、朝日文庫-2008年
- 『あの戦争になぜ負けたのか』 文春新書-2006年
- 『昭和陸海軍の失敗 彼らはなぜ国家を破滅の淵に追いやったのか』 文春新書-2007年
- 『昭和の戦争 保阪正康対論集』 朝日新聞社-2007年、朝日文庫-2009年
- 『「昭和」を点検する』 半藤一利と対話、講談社現代新書－2008年
- 『昭和の名将と愚将』 半藤一利と対話、文春新書 -2008年
- 『昭和史の一級史料を読む』 廣瀬順晧と対話、平凡社新書-2008年
- 『占領下日本』 半藤一利、松本健一、竹内修司共著、筑摩書房－2009年7月／ちくま文庫（上下）－2012年8月
- 『「東京裁判」を読む』 半藤一利、井上亮共著、日本経済新聞出版社－2009年8月／日経ビジネス人文庫－2012年8月
- 『「BC級裁判」を読む』 半藤一利、秦郁彦共著、日本経済新聞出版社－2010年8月
- 『「戦後」を点検する』 半藤一利と対話、講談社現代新書－2010年10月
- 『よみがえる昭和天皇　御製で読み解く87年』 辺見じゅんと対話、文春新書－2012年2月
- 『日本の領土問題―北方四島、竹島、尖閣諸島』 東郷和彦と対話、角川oneテーマ新書－2012年2月
- 『戦後日本の「独立」』 半藤一利、松本健一、竹内修司共著、筑摩書房－2013年8月
- 『そして、メディアは日本を戦争に導いた』 半藤一利と対話、東洋経済新報社－2013年10月
- 『総点検・日本海軍と昭和史』 半藤一利と対話、毎日新聞社－2014年2月
- 『昭和維新史との対話――検証　五・一五事件から三島事件まで』　鈴木邦男との対話、現代書館-2017年3月
- 白井聡『「戦後」の終焉 80年後の国家論』朝日新聞出版〈朝日新書〉、2025年8月。ISBN 978-4022953292。

### 編著
- 『私は吉田茂のスパイだった』（東輝次 光人社）-2001、光人社NF文庫-2009
- 『秘録・陸軍中野学校』（畠山清行 新潮文庫）-2003
- 『陸軍中野学校 終戦秘史』（畠山清行 新潮文庫）-2004
- 『「戦艦大和」と戦後 吉田満文集』（ちくま学芸文庫）-2005

### 監修ほか
- 『志に生きる!　昭和傑物伝』（江口敏　清流出版）-2003
- 『50年前の憲法大論争』 （講談社現代新書） -2007
- 京極夏彦と対談、『「妖怪」がわかれば「昭和」もわかる』、※『対談集　妖怪大談義』に収録。角川書店-2005、角川文庫-2008
- 『『写真週報』に見る戦時下の日本』 世界文化社、2011年9月、「太平洋戦争研究会」との図版解説。
- 鈴木道子『祖父・鈴木貫太郎　孫娘が見た、終戦首相の素顔』朝日新聞出版 2024年3月 監修・解説

## メディア出演
- 関口宏のもう一度!近現代史（BS-TBS）
- 「ラジオ深夜便」昭和史を味わう（NHKラジオ第1放送・FM放送〈同時〉、2014年4月 - 2017年3月、月1回 コーナーパーソナリティー）
- 「カルチャーラジオ」NHKラジオアーカイブス（NHKラジオ第2放送、2017年4月 - 、講師）
- 最後の講義「ノンフィクション作家 保阪正康」（2023年3月9日、NHK）[14]
- 歌人　美智子さま　こころの旅路（2025年2月5日、NHK）[15]